# Tyholttunneln
Tyholttunneln (no. Tyholttunnelen) är en 2,7 km lång järnvägstunnel i Trondheim i Norge, längs en del av järnvägssträckan Stavnebanen.
Tunneln byggdes av tyskarna under andra världskriget. Den är en av de första tunnlarna i Norge där man använde frysstabilisering vid bygget.